# Pseudorgyia
Pseudorgyia là một chi bướm đêm thuộc họ Erebidae.

## Loài
- Pseudorgyia russula Grote, 1883
- Pseudorgyia versuta Harvey, 1875